# Leo Beenhakker
Leo Beenhakker (Rotterdam, 2 de agosto de 1942 – 10 de abril de 2025) foi um futebolista e treinador de futebol holandês.
Foi treinador da Seleção Holandesa de Futebol no Mundial de 1990, na Itália, e no Europeu de 1992, na Suécia. Ainda treinou clubes oriundos do seu país como Ajax e Feyenoord, além do Real Madrid da Espanha, dentre muitos outros, dominando outras línguas como inglês, alemão, polonês e o espanhol. Na Copa do Mundo de Futebol de 2006, dirigiu a Seleção Trinitária de Futebol, levando esta seleção, pela primeira vez, a um mundial. Treinou a Seleção Polonesa de Futebol de 2006 até 2009.
Beenhakker também ficou conhecido por revelar ao mundo um dos melhores goleiros dos últimos tempos, Guillermo Ochoa.

### Morte
Beenhakker morreu em 10 de abril de 2025, aos 82 anos.

## Títulos

### Como Treinador
Real Madrid
- Campeonato Espanhol: 1986-87, 1987-88 e 1988-89
- Copa da Espanha: 1988-89
- Supercopa da Espanha: 1988 e 1989

Ajax
- Eredivisie: 1979-80 e 1989-90

Feyenoord
- Eredivisie: 1998-99
- Supercopa dos Países Baixos: 1999-00

## Campanhas de destaque
Ajax
- Copa dos Países Baixos: 1979-80 (vice-campeão)
- Eredivisie: 1988-89 e 1990-91 (vice-campeão)

Real Madrid
- Campeonato Espanhol: 1991-92 (vice-campeão)

Grasshopper
- Copa da Suíça: 1992-93 (vice-campeão)

## Prêmios individuais
- Prêmio Rinus Michels (prêmio obra): 2010[4]